# 石井紘基刺殺事件
石井紘基刺殺事件（いしいこうきしさつじけん）とは右翼団体幹部が民主党所属の衆議院議員・石井紘基を2002年10月に殺害した事件。

## 概要
2002年10月25日午前10時35分頃、民主党の衆議院議員・石井紘基が、世田谷区の自宅駐車場において柳刃包丁で左胸を刺され死亡した。警視庁刑事部捜査第一課と警視庁公安部は殺人事件と見て北沢警察署に特別捜査本部を設置。近隣住民の目撃証言を基に逃走した男の捜索を開始した。
日本国憲法下において他殺された現職国会議員は、浅沼稲次郎、丹羽兵助、11代目山村新治郎に続いて石井が4人目である。
翌10月26日、右翼団体『守皇塾』代表の伊藤白水が警視庁本部庁舎に出頭したため、北沢警察署特別捜査本部は伊藤を殺人容疑で逮捕した。なお、伊藤については事件当日の午前11時過ぎには既に永田町の政治記者の間で被疑者として名前があがっていたという。
犯行動機について伊藤は「生活に困窮し家賃の工面を断られたため、仕返しでやった」と供述した。しかし、恨みを抱くに至った理由としては強引で、石井が国会議員や官僚の腐敗を徹底追及していたことから「暗殺された」との見方もある。10月28日に予定されていた国会質問を前に、石井は「これで与党の連中がひっくり返る」と発言したという事実などが挙げられている。
なお、2003年2月に石井の遺族らが事件の真相を求めてウェブサイト（#外部リンク）を開設し、懸賞金を付けて情報提供を求めている。
事件当日、石井の鞄には国会質問のために国会へ提出する書類が入っていたが、事件現場の鞄からは書類がなくなっており、いまだに発見されていない。国会では審議されない、一般会計の4倍相当の金額を有する特別会計について質問する予定だったとされている。

## 事件後の動向

### 衆議院災害対策特別委員長
2002年11月1日、民主党は石井の後任として松沢成文を衆議院災害対策特別委員長に起用する人事を内定した。その後、11月8日の災害対策特別委員会で松沢が委員長に補欠当選した。

### 東京都第6区補欠選挙
石井の選出選挙区であった東京都第6区では2003年4月27日に補欠選挙が行われ、参議院議員より転出した民主党公認の小宮山洋子が当選した。

### 捜査・起訴
2002年11月15日、東京地検は伊藤を殺人、銃刀法違反の罪で起訴した。逮捕後の伊藤の供述から、石井を襲撃する際、抵抗された場合も想定して手製の手裏剣を所持していたことが判明した。また、石井の自宅に放火するために現場付近にガソリンの入ったポリタンクを準備していたことも判明した。

## 刑事裁判

### 第一審・東京地裁
2003年1月21日、東京地裁（加藤学裁判長）で初公判が開かれ、罪状認否で伊藤は起訴事実を認めた。検察側の冒頭陳述によると、伊藤は石井について、当選後の利用価値が高いと考えて1992年11月頃から事務所に頻繁に出入りするなどして石井に接近するようになった。
そして石井が衆議院議員総選挙に当選した後は車代という名目で金の無心をするようになったが、2001年頃から多忙を理由に断られるようになった。これを受けて伊藤は「なめるなよ」などと書かれたビラを石井の自宅に貼り付ける報復に出たが、石井は応じなかった。
そういった中で、同年9月には家賃滞納により居住していたアパートの退去を迫られたため、石井に家賃の工面や引っ越しの世話を依頼したが、断られたために「国会議員に育ててやったのに自分をぞんざいに扱った」と逆恨みして石井の殺害を計画・実行した。
2003年9月1日、被告人質問が行われ、伊藤は犯行動機について「かつて議員の金の面倒を見たのに、恩を仇で返され、個人的な恨みがあった。殺す以外の方法は思いつかなかった」と回答した。また、自身に予想される量刑については「議員の命と引き換えに、死刑を覚悟している」と述べた。
2004年3月24日、論告求刑公判が開かれ、検察側は「民主主義の根幹を揺るがす犯行。微塵も反省しておらず、再犯の可能性も高い」として伊藤に無期懲役を求刑した。意見陳述で石井の妻は「私の心は今も事件を事実として受け止めることを拒んでいる。判決は死刑しかあり得ない」と述べて伊藤に死刑を求めた。
2004年4月27日、最終弁論が開かれ、弁護側は「殺害動機の証拠調べが不十分」として審理再開を求めたが、東京地裁が却下したため、同日で結審した。
2004年6月18日、東京地裁（成川洋司裁判長）で判決公判が開かれ、裁判長は「被告の蛮行は、国会議員の活動を暴力的に侵害し、民主主義の存立を脅かした。謝罪や反省もなく、思考方法は極めて異常で法規範無視の態度は甚だしく、矯正可能性はほぼ皆無だ」として伊藤に求刑通り無期懲役の判決を言い渡した。伊藤は判決を不服として控訴した。

### 控訴審・東京高裁
2005年6月30日、東京高裁（田尾健二郎裁判長）は犯行動機の解明は困難とした上で「殺害の動機に関する被告の供述は信用できず、1審判決に事実誤認もない」として一審・東京地裁の無期懲役の判決を支持、被告側の控訴を棄却した。

### 上告審・最高裁第三小法廷
2005年11月15日、最高裁第三小法廷（藤田宙靖裁判長）は被告側の上告を棄却する決定を出したため、伊藤に対する無期懲役の判決が確定した。

## 判決確定後
石井議員の左の中指は切断されていたことが明らかになっており、2010年10月に放映されたテレビ朝日の番組「報道発 ドキュメンタリ宣言」で、法医学者の上野正彦は、指は外側から切断されており、カバンを握った手が邪魔だったために指を切断したのではないかと推察を述べた。
また、この番組内で、服役中の伊藤は、テレビ朝日に向けた手紙内で「当方の事件は、いろいろと政治の裏側で動く金と人脈が関係しており-」と明かしており、面会時のインタビューに対しても「でたらめを言わざるをえなかった」「本当の事を言えば頼んだ人が誰かを言わなくてはいけなくなる」「殺害を頼まれた」「それを言えばその人の顔に泥を塗る事になる」と答えたと報道された。
2015年11月20日、石井の遺族は、石井が事件当日に身につけていた鞄などの遺品53点を憲政記念館に寄贈した。